# 乔治·艾柯诺莫收藏
乔治·艾柯诺莫收藏（The George Economou Collection）是希腊船主乔治·艾柯诺莫在希腊首都雅典汇集的“新即物主义”藏品。这些私人收藏这些私人收藏集中于20世纪前半期的艺术,这个时期的作品中经常包含人物肖像画。

## 收藏品
2006年，艾柯诺莫开始进行艺术收藏，由迪米特里·格拉瓦尼和依里尼·迪米特科普鲁管理。艾柯诺莫的藏品整体上主要由来自德国和欧洲的2000件艺术家的作品组成，包括乔治·格罗兹、巴勃罗·毕加索、克利斯蒂安·沙德、威纳·施拉姆、安迪·沃荷、迭戈·里韋拉、费尔南多·博特罗、赫尔曼·歇尔以及海因里希·赫勒的作品。2010年，慕尼黑国家平面艺术收藏馆向艾柯诺莫借了近500件奥托·迪克斯的绘画。

## 展览
这些藏品收于雅典的乔治·艾柯诺莫收藏空间。在雅典市立美术馆新馆首次开放时，将会有乔治·艾柯诺莫德藏品的概览。乔治·艾柯诺莫正在筹划开放乔治·艾柯诺莫艺术博物馆。